# 家庭教師が解く!
『家庭教師が解く!』（かていきょうしがとく）は、2013年から2014年までTBS系「月曜ゴールデン」で放送されたテレビドラマシリーズ。全2回。主演は菊川怜。

## 登場人物

### 家庭教師派遣会社「チューターズ東京」
香坂夏美
演 - 菊川怜
チューターズ東京に登録している家庭教師。貧乏なため時給の高い生徒の依頼を引き受ける。新潟県出身。
佐伯雫
演 - 小泉孝太郎
代表。元警察キャリア（警視）。チューターズ東京が得た利益で無料の学習塾「秘密基地」も経営している。

### その他
柿沼準
演 - 宅麻伸
警視庁捜査一課警部。

### ゲスト
第1作「殺人方程式の推理ドリル」（2013年）
- 松尾純也（絵里の父・婿養子） - 葛山信吾
- 須藤敦子（松尾家の家政婦） - 国生さゆり
- 須藤浩市（敦子の元夫） - 保坂尚希
- 松尾美奈子（剛の妻） - 中原果南
- 松尾孝三（松尾不動産 会長・恭子の父・絵里の祖父） - 森次晃嗣
- 松尾絵里（読者モデル・小学生） - 吉田里琴
- 松尾剛（松尾不動産 社長・恭子の兄） - 志村東吾
- 水野友香（田園調布中央警察署 刑事） - 阪田瑞穂
- 田口学（絵里の担任教師） - 遠山俊也
- 松尾真紀（絵里の継母・純也の後妻） - 小野麻亜矢
- 佐久間美穂子（梓の母） - 華城季帆
- 佐藤ミツル（ダンス講師） - 深沢敦
- 黒谷（金貸し） - 塚原大助
- 須藤亮（敦子の息子・絵里のクラスメイト） - 嶋田龍
- 松尾恭子（絵里の母・純也の前妻・1年前死亡） - 時任亜弓
- 児童養護施設職員 - 熊田ちか
- 佐久間梓（読者モデル） - 北岡紗弥
- キッズダンサー - 吉松亨真
- 小磯勝弥、にいみ啓介、末永真唯　ほか

第2作「氷上の殺人トリック」（2014年）
- 三沢瑠璃子（愛梨の養母・信一郎の妻） - 大河内奈々子
- 三沢愛梨（フィギュアスケートオリンピック強化選手候補・小学4年生） - 本田望結
- 三沢信一郎（三沢総合病院 院長・愛梨の養父） - 冨家規政
- 山崎知世（スケートコーチ） - 濱田万葉
- 今村勇樹（スケートのトレーナー） - 湯江健幸
- 鈴木恭介（愛梨の実父・美和子の夫） - 窪塚俊介
- 富山（刑事） - 池上リョヲマ
- 鈴木美和子（愛梨の実母・3年前死亡） - 甲斐まり恵
- 多田一平（フリージャーナリスト） - 坂田聡
- マキ（看護師） - 押田瑞穂
- 河本（鑑識） - 小磯勝弥
- 鎌田（清掃工場従業員） - あかつ
- 殿山（スケート場の設備スタッフ） - 掛田誠
- 河島（チューターズ東京 家庭教師） - 三橋愛永
- 品川（清掃工場従業員） - 松本公成
- 三沢絵梨佳（信一郎と瑠璃子の娘・3年前 交通事故死） - 吉川美宇
- 千佳（スケート選手） - 青柳伽奈
- アイスダンサー - 内田靖子
- 篠崎春香（警視庁管理官） - 神田沙也加

## スタッフ
- 脚本 - 安井国穂
- 演出 - 岡田寧（オスカープロモーション）
- 技術協力 - NiTRo、アップサイド
- 美術協力 - 日本テレビアート
- ポスプロ - 映広
- TBS編成 - 加藤新（第1作）、永山由紀子（第2作）
- 企画 - 古賀誠一（オスカープロモーション / 第2作）
- プロデューサー - 古賀誠一（オスカープロモーション）、秋元浩之（オスカープロモーション）
- 製作 - オスカープロモーション、TBS

## 放送日程
| 話数 | 放送日         | サブタイトル           | 脚本     | 演出   |
| ---- | -------------- | ---------------------- | -------- | ------ |
| 1    | 2013年05月20日 | 殺人方程式の推理ドリル | 安井国穂 | 岡田寧 |
| 2    | 2014年11月10日 | 氷上の殺人トリック     | 安井国穂 | 岡田寧 |